# 古田会议

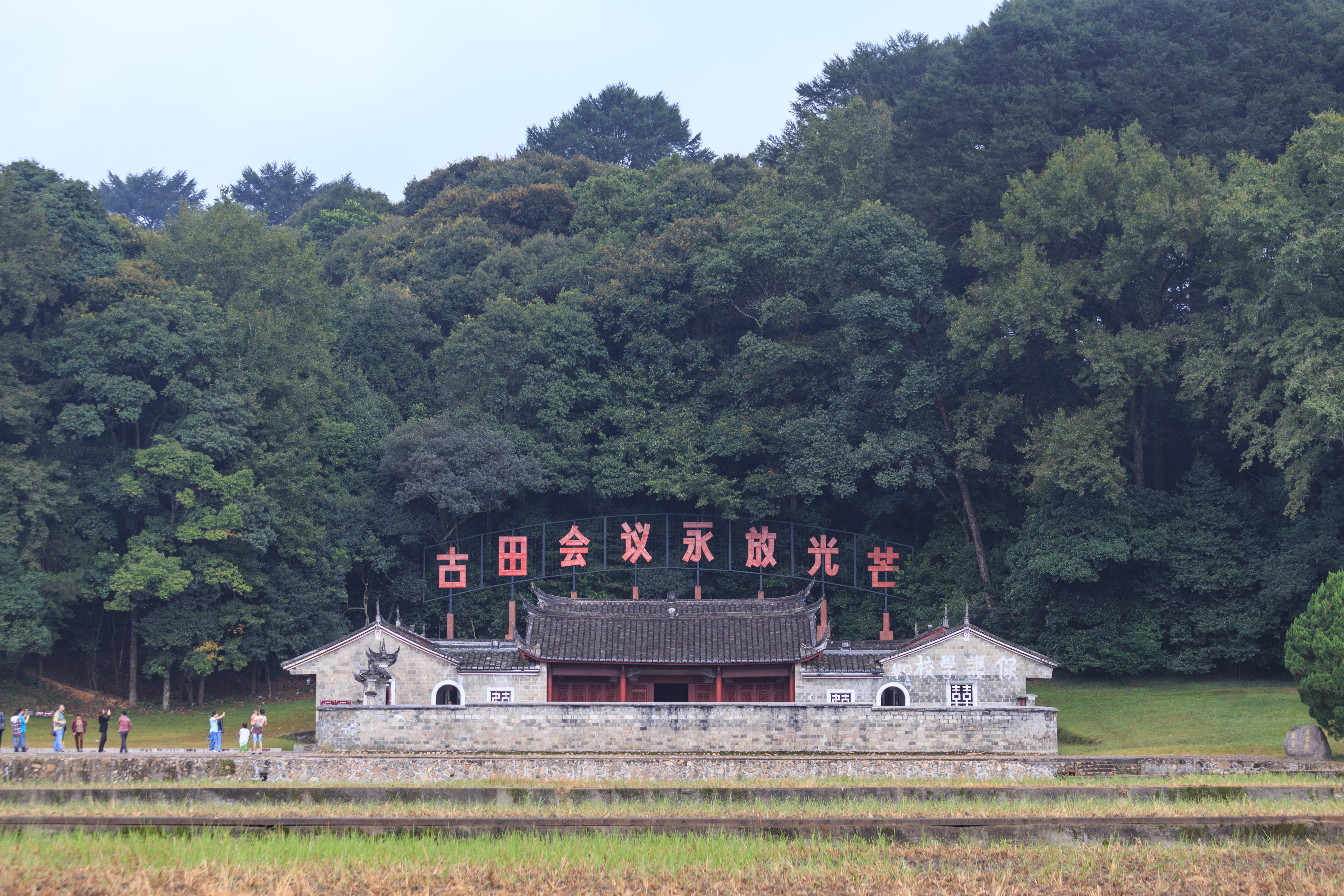
古田会议会址

古田会议，即中国工农红军第四军第九次党代表大会，1929年12月28日至29日在福建省上杭县古田镇召开，史称为“古田会议”。在会上毛泽东确立了其在红四军中的领袖地位，此乃中国共产党历史上重要的会议之一。

## 背景
井冈山会师之后，红四军成为当时中国共产党领导下的力量最强的一支武装队伍，也招致了国民革命军的大力围剿。1929年初，红四军在第三次會剿的巨大压力下撤出湘赣苏区，转而转战江西南部和福建西部。在此期间，作为南昌起义餘部代表的朱德和秋收起义部队代表的毛泽东，对许多问题产生了分歧和矛盾，形成了“朱毛之争”。当时，中共对红四军进行领导的三个机构：中共湖南省委前委、湘赣边界特委和红四军军委，前两个均是毛泽东任书记，後一个先後由陈毅、朱德任书记。1929年2月3日，红四军召开罗福嶂会议，在会议上，毛泽东成功地取消了红四军军委，将其改为政治部，毛兼任政治部主任。
1929年6月，在福建龍巖縣召开了红四军黨的第七次代表大会，选举军黨委和军委书记，大多数代表都投票陈毅为军委书记，只有林彪少数幾个人投票毛泽东为军委书记。随後，毛泽东根據前委决定，到闽西蛟洋（今上杭縣蛟洋鎮）养病。1929年9月，陈毅化装绕道香港去上海，参加党中央召开的军事联席会议，向中央军委彙報红四军七大的情况。根據联席会议精神和周恩来的指示，陈毅代中央起草了《中共中央给红军第四军前委的指示信》，史称“中央九月来信”；来信强调红四军全体指战员要维护朱德、毛泽东的领导，并指定毛泽东仍为红四军前委书记。
1929年9月召开过红四军八大。

## 会议经过
12月28日至29日，第四军第九次党代表大会在上杭县古田鎮召开，出席会议的代表共120多名。大会由陈毅主持。毛泽东作了政治报告。朱德作了军事报告。陈毅传达了中央九月来信。与会者讨论了中央指示和上述报告，总结经验教训，通过了《中国共产党红军第四军第九次代表大会决议案》，即著名的古田会议决议案。会议选举毛泽东、朱德、陈毅、李任予、黄益善、罗荣桓、林彪、伍中豪、谭震林、宋裕和、田桂祥为前委委员，毛泽东为前委书记。
1931年4月的苏区中央局扩大会议决议第一号中指出：“流氓路线曾经在四军七次代表大会正式进攻，起了领导作用，统治了前委，党的正确路线，一时失败。经过八次大会，特别是九次大会严重奋斗，流氓路线的领导又从事实上宣告破产，正确路线对于流氓路线的坚决斗争，才在这个时候作了一个总结。”

## 决议内容
《中国共产党红军第四军第九次代表大会决议案》共分9个部分：
1. 关于纠正党内错误思想；
2. 党的组织问题；
3. 党内教育问题；
4. 红军宣传工作问题；
5. 士兵政治训练问题；
6. 青年士兵的特种教育；
7. 废止肉刑问题；
8. 优待伤病兵问题；
9. 红军军事系统与政治系统问题。

其中， 《关于纠正党内的错误思想》是决议的核心部分，其基本内容为：
1. 指出“中国的红军是一个执行革命的政治任务的武装集团”。“红军决不是单纯地打仗的，它除了打仗消灭敌人军事力量之外，还要负担宣传群众、组织群众、武装群众、帮助群众建立革命政权以至于建立共产党的组织等项重大任务”。这就规定了红军的无产阶级性质和全心全意为人民服务的根本宗旨。
2. 确立了中国共产党对军队实行绝对领导的原则。红军执行无产阶级革命政治任务，争取中国人民大众获得解放的事业，必须坚定地置于中国共产党的绝对领导下，这是红军保持其无产阶级性质的根本条件。强调必须确立党在红军中的绝对领导地位，强固党的组织。厉行集中指导下的民主生活，要从教育上提高党员政治水平。一切工作，在党组织讨论和决议之后，再经过群众去执行。还要发动地方党对红军的批评和群众政权机关对红军的批评，以影响红军的党和红军的官兵，达到军政一致，军民一致。
3. 阐明军事和政治的关系。《决议》认为，红军的一切军事行动，都是围绕党的政治中心任务进行的，必须接受党的政治领导。红军的政治机关与军事机关，在前委指导之下，平行地执行工作。指出必须加强官兵的政治训练，明确地规定了红军的任务，军事工作系统和政治工作系统的关系，红军和人民群众的关系，士兵委员会的权能及其和军事政治机关的关系。
4. 规定了军队内部、外部关系和瓦解敌军的原则。在军队内部实行民主，又必须克服极端民主化倾向。厉行集中指导下的民主，上级的决定必须坚决执行，党内执行少数服从多数的原则，同时正确地开展思想批评。凡地方政权机关已经建立的地方，军队就不能包办和干涉地方工作。加强对敌宣传工作，优待一切放下武器的俘虏。
5. 强调对红军进行无产阶级政治思想教育以克服各种非无产阶级思想。教育方法有办报、办训练班、看书看报、个别谈话、开党内会议和政治讨论会，还有上政治课、组织政治训练委员会、教授方法、集合讲话、游艺、改良待遇和对青年士兵的特种教育。全面提出了在红军内加强党的建设的方法和途径。

## 參閱
- 2014年全军政治工作会议，又称“新古田会议”，习近平于2014年10月主持召开
- 《古田军号》，以此次会议为背景拍摄的2019年中国电影
- 《我們從古田再出發》